# Kur (Heilige Roomse Rijk)

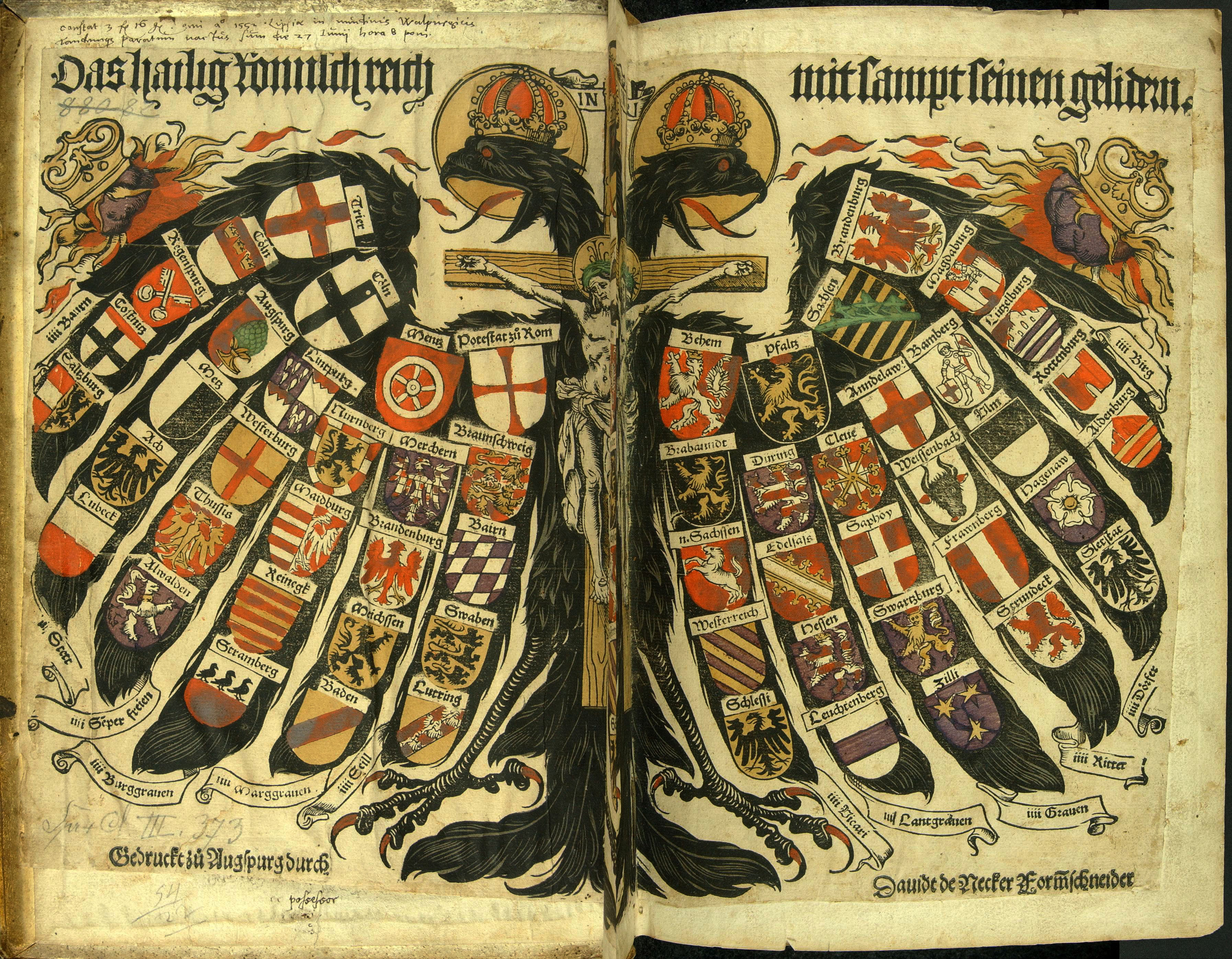
Wapen van het Heilige Roomse Rijk met bovenaan de wapens van de keurvorsten.

Met de term Kur werd in het Heilige Roomse Rijk de  verkiezingsbijeenkomst voor de aanduiding van de nieuwe Rooms-Duitse koning respectievelijk keizer bedoeld. Dit woord is afgeleid van het Middelhoogduitse kur respectievelijk kure (keus, keuze).
Aanvankelijk waren alle zogenaamde Großen des Reiches (rijksgroten; rijksvorsten) gerechtigd om aan de koningskeuze deel te nemen, sinds de tweede helft van de 13e eeuw was dit recht slechts voorbehouden voor de keurvorsten.